# Grupo Morera & Vallejo
El Grupo Morera & Vallejo es un holding de nacionalidad española, compuesto por varias empresas de diferente naturaleza. Actúa principalmente en el sector asegurador, a través de agencias de suscripción de riesgos, reaseguradoras y consultoras, aunque también está presente en otros sectores tales como el agrícola y ganadero, el de seguridad y vigilancia, o el de gestión patrimonial. Existe además la Fundación Morera & Vallejo, dedicada eminentemente a actividades culturales y sociales.
Las empresas que conforman el Grupo son MBI Suscripción de Riesgos S.A., OM Suscripción de Riesgos S.A., MBI América, Decennium Investment, Movera S.L., Ovilmora S.A. y Control S.A., entre otras.

## Actualidad
El Grupo Morera & Vallejo nació en 1980 y desde entonces se ha expandido, mediante las empresas que lo configuran, tanto en el mercado nacional español como en el internacional. La reaseguradora MBI América, con sede en Miami, cuenta con una importante presencia en países de América del Sur, entre ellos Brasil, Perú, Bolivia, Chile, Argentina, o Colombia.
Por otra parte, la agencia OM Suscripción de Riesgos cuenta con un equipo de profesionales al servicio de más de 100 corredores de seguros. A principios de 2009 OM fue reconocida por la Asociación Internacional de Profesionales del Seguro con el Premio a la Mayor Calidad de Servicio a los Consumidores.

## Parque Empresarial y Fundación
Toda la estructura de la multinacional andaluza Grupo Morera & Vallejo tiene su sede en el Parque Empresarial Morera & Vallejo, un complejo de edificios inaugurado en 2007 y construido en un área de 30.000 metros cuadrados destinados principalmente a ser utilizados como oficinas y centros de negocios.
Situado, entre la estación de trenes Santa Justa y el Aeropuerto de Sevilla, se ha convertido en un centro de negocios equipado con cafeterías, restaurante, hotel y entidades bancarias.
En cuanto a la Fundación Morera & Vallejo, se trata de la primera Fundación creada en España de una empresa relacionada con la mediación y distribución de seguros. La Fundación Morera & Vallejo desde 2005 promociona la cultura, el desarrollo y la cooperación empresarial, con iniciativas dirigidas a juventud, mujer, medioambiente y deporte. En el ámbito cultural, patrocinó la edición de El Arte en la Colección de la Fundación Morera & Valllejo, la Memoria de la I Jornada de Prevención de Riegos Medioambientales organizado por Grupo Morera & Vallejo y diversos libros editados junto al Ateneo de Sevilla.

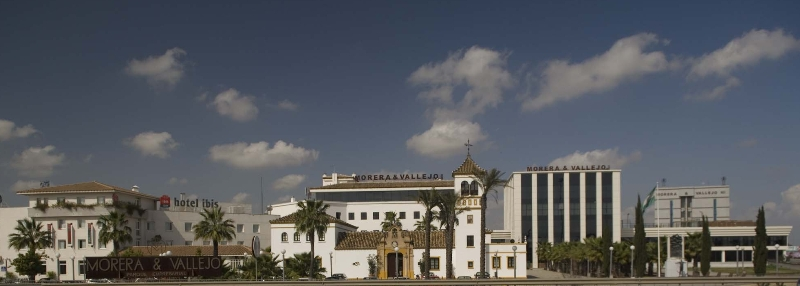
Vista panorámica del Parque Empresarial Morera & Vallejo en Sevilla, España.

En el patrocinio monumental, apoyó la rehabilitación del Monumento a Blas Infante, junto a su sede; la creación del retablo en bronce más grande de España Retablo Mariano Vialucis en Ronda; del monumento a Fray Jacinto y del monumento a la Virgen de la Estrella, ambos en Chucena; de la Virgen del Rocío en bronce en Villamanrique de la Condesa, y actualmente la restauración del paso de la Cofradía de la Virgen de la Estrella.
Por último, en el ámbito deportivo, ha patrocinado el barco Morera & Vallejo – MBI, que fue Campeón de Andalucía en Cruceros durante dos años consecutivos, y anualmente la empresa organiza el Concurso Morfológico de Caballos de Pura Raza Española, en Chucena, Huelva, que, con la participación de más de 200 ejemplares, se ha consolidado como uno de los más importantes valederos para el Campeonato de España que se celebra durante SICAB.